# سنت کیتس و نویس در المپیک تابستانی ۲۰۲۴
کاروان المپیکی سنت کیتس و نِویس، یکی از کاروان‌های شرکت‌کننده در بازی‌های المپیک تابستانی ۲۰۲۴ بود. این دوره از بازی‌ها از ۲۶ ژوئیه تا ۱۱ اوت ۲۰۲۴ (۵ تا ۲۱ امرداد ۱۴۰۳ خورشیدی) به میزبانی پاریس، پایتخت فرانسه برگزار شد. این حضور، هشتمین حضور کاروان سنت کیتس و نویس در المپیک پس از نخستین حضور در المپیک ۱۹۹۶ بود. کاروان سنت کیتس و نویس که پیشتر موفق به کسب مدالی نشده بود، در این دوره نیز موفق به کسب هیچ مدالی نشد.

## شرکت‌کنندگان
فهرست زیر به ورزشکاران این کاروان اشاره دارد.
| ورزش        | مردان | زنان | مجموع |
| ----------- | ----- | ---- | ----- |
| دو و میدانی | ۱     | ۱    | ۲     |
| شنا         | ۱     | ۰    | ۱     |
| مجموع       | ۲     | ۱    | ۳     |